# Криза 3. века
Криза III века (позната као војна анархија или криза Царства) је назив који се везује за период историје Римског царства између 235. и 284. године. Та велика криза је била узрокована спољним нападима, унутрашњим грађанским ратовима и економском кризом. Промене које је Царство доживело у том периоду у погледу институција, друштва, економског живота, религије биле су толико дубоке, да се криза III века углавном тумачи као сам наговештај промене епохе, тј. наговештај доласка средњег века.
Током овог педесетогодишњег периода, свака од три велике опасности или невоље која је задесила државу је могла довести до краха Царства. Упркос што је по свакој разумној анализи Царство требало да престане да постоји, оно се одржало: томе су одлучно допринели способни цареви и коначно, Диоклецијанове мере, као и подела Царства.
Током кризе III века, Царством је владало више од двадесет, или чак двадесет пет особа (тачан број није могуће утврдити, због великог броја слабо документованих владавина узурпатора). Највећи број владара у овом периоду имао је изузетно кратке владавине, а већину царева на престо су уздизали њихови војници.

## Историја

### Доба војничких царева

#### Максимин Трачанин
Максимин (235. – 238.), нови цар, мрзео је племство и владавину почео елиминишући саветнике Александра Севера. Цар је преживео неколико завера током своје владавине, али у војном смислу, Максимин је успешно одбио напад Алемана али уз тешке римске губитке. Након што је обезбедио границе према Германији, Максимин је презимио у Сирмијуму у Панонији одакле се борио против Дачана и Сармата током зиме 235. – 236.

#### Балбијеније и Пупијеније, Гордијан I и II
Почетком 238. у провинцији Африка, избила је побуна због злоупотреба приликом прикупљања пореза. Локално становништво прогласило је остарелог гувернера провинције, Марка Антонија Гордијана Семпронијана и његовог сина Гордијана II за заједничке цареве. Сенат у Риму брзо их је подржао, због старог непријатељства према Максимину, који је био омражен међу сенаторима због свог опскурног порекла и прогона племства. Гордијан I и II добили су титулу августа и сенат је почео да прикупља присталице новим царевима. Максимин је окупио своју војску и кренуо на Рим, његове трупе састојале су се махом од лојалних му панонских легија. Међутим, у Африци је дошло до обрта. Гувернер суседне провинције Нумидије, Капелијан, који је дуго био у непријатељству са Гордијанима, је са својом легијом напао Картагину и надвладао браниоце града. Гордијан II је погинуо у борби; чувши вести о смрти сина, старији Гордијан се обесио.
Са сломом побуне у Африци, сенат се нашао у великој опасности. Пошто су јавно подржали Гордијане, сенатори нису могли да очекују никакву милост од Максимина када буде ушао у Рим. Због овога је сенат одлучио да настави да пркоси Максимину и изабрао двојицу старијих сенатора за цареве, Пупијенија и Балбина. Када је руља у Риму сазнала да је сенат изабрао за цареве људе из патрицијског сталежа - који нису били много популарни међу народом - дошло је до немира у граду. Многи су желели да цар постане унук Гордијана I, Гордијан III, и дошло је до уличних борби.
Пупијен и Балбин морали су да прихвате компромисно решење те је Гордијан III добио титулу цезара. 
У међувремену, Максимин је напредовао према Риму али је град Аквилеја одбио да му отвори капије. Током опсаде, његови војници постали су незадовољни због болести у кампу. Маја 238., војници су убили Максимина његовог сина и главне саветнике. Главе су им одсечене и однете у Рим. 
Пупијен и Балбин тако су постали једини законити цареви, али убрзо су међусобна њихова неслагања довела до нових сукоба. Напослетку су обојицу брутално убили преторијанци, који су били незадовољни чињеницом да служе царевима које је изабрао сенат.

#### Гордијан III
Гордијан III (238. – 244.) остао је једини цар, али, како је имао само тринаест година, сва власт нашла се у рукама преторијанског префекта Тимеситеја, чију је ћерку Транквилију, млади цар оженио.
Видевши да је Рим ослабљен нападима варвара на Рајни и Дунаву, Сасаниди су отпочели напад прешавши Еуфрат. Када су персијанци под вођством Шапура напали Месопотамију, млади цар по последњи пут у римској историји је отворио врата Јанусовог храма и послао велику војску на исток.
Сасаниди су потиснути иза Еуфрата и поражени у бици код Ресене (243.), сам цар придружио се походу, међутим, његов таст, Тимеситеј умро је под нејасним околностима. Цар је морао да обустави планирани напад на персијску територију. 
Марко Јулије Филип, познатији као Филип Арабљанин постао је нови преторијански префект а рат са Персијанцима настављен је 244. Дошло је до контра-напада персијанаца и у бици код данашње Фалуџе римљани су тешко поражени а сам Гордијан је умро иако узрок његове смрти није познат. Неки извори наводе да је умро у борби а неки да је убијен по Филиповом налогу. 
Млади цар, несрећна судбина његовог оца и деде и сама његова трагична смрт, од њега су начинили једну од ретких личности у римској историји коју су многи поштовали. Сенат га је деификовао упркос противљењу новог цара Филипа.

#### Филип Арапски
Поставши цар, Филип (244. – 249.) није желео да понови грешке својих претходника те је пожурио у Рим да осигура свој положај и среди односе са сенатом. Закључен је мир са персијанцима. Јерменија је препуштена персијском утицају а Филип је исплатио Шапуру 500.000 златних динарија у замену за мир.
244. цар се вратио у Рим где је напорно радио да би побољшао односе са сенатом. Старе римске вредности и традиције поново су успостављене. Ипак, Филипу је убрзо понестало новца, огромни данак Персијанцима и амбициозни грађевински подухвати, као и давања за војску, испразнили су касу што је цар решио подизањем пореза и отказивањем уговорених давања племенима северно од Дунава. Ове одлуке имале су великог ефекта на само царство и Филипову владавину.
245. цар је морао да напусти Рим, услед напада народа Карпи, који су упали у Дакију, прешли Дунав ка Мезији тиме припретивши Балканским провинцијама. Цар је успоставио свој камп у Филипопољу у Тракији. Нападачи су побеђени и Филип се тријумфално вратио у Рим 247. године. Поводом хиљадугодишњице основања Рима (према традицији, град је основао Ромул, 21. априла 753. п. н. е.) приређене су величанствене прославе и игре као и позоришне представе. Више од 1000 гладијатора погинуло је у борбама у Колосеуму у којима је учествовало на стотине егзотичних животиња. 
Упркос свечаном расположењу у Риму, дошло је до озбиљних проблема у Панонији где су незадовољне легије прогласиле Тиберија Клаудија Пакатијана за цара. Услед настале забуне, Квади и друга германска племена прешла су границу и опљачкала Панонију. У исто време, Готи су напали Мезију и Тракију и прешавши Дунав опсели Марцијанопољ. И на истоку је дошло до побуна а два нова узурпатора устала су против цара.
Надвладан серијом побуна, Филип је понудио да се повуче али је сенат то одбио и подржао га. Најгласније је цара подржао извесни Гај Месије Квинт Деције. Филип, импресиониран таквом подршком, послао је Деција као специјалног изасланика у Панонију и Мезију.
Деције је успео да умири побуну али незадовољство легија је и даље расло. Дунавске трупе прогласиле су Деција за цара у лето 249. и он је одмах кренуо на Рим.
Филипова ситуација се и без тога већ драматично погоршала, финансијске потешкоће нагнале су цара да девалвира новац, у Египту су избили нереди што је ометало снабдевање Рима житом а то је коштало Филипа подршке. 
Деције је покушао да постигне споразум са Филипом, међутим, дошло је до битке код Вероне, Филип је поражен и убијен септембра 249. у бици или од стране сопствених војника који су пожурили да угоде новом владару.
Евсевије Цезарејски у својој Црквеној историји наводи да је Филип био први цар хришћанин иако за то не постоје докази. 

#### Трајан Деције
Деције, као нови цар (249. – 251.) упамћен је првенствено по прогону хришћана, иако су размере тог прогона можда касније предимензиониране од стране хришћанских писаца. Децијев едикт захтевао је од свих становника царства да принесу жртву пред локалним магистратом, за добробит царства. Сви који би принели жртве добили би сертификат којим се потврђивало да су се повиновали едикту. Заправо, сертификат је био потврда лојалности боговима предака као и потврда конзумације обредне хране и пића. Сертификат је такође укључивао и имена званичника који су надгледали обред. 
Иако многи историчари наводе да Деције није намеравао да наметне римски пантеон свима у царству, већ да обезбеди јединство државе и потврди старе римске вредности из доба римског мира (Pax Romana). Упркос томе, едикт је довео до немира. Многи хришћани одбили су да принесу жртву ризикујући тако да буду стављени на муке а затим и погубљени. Неколико познатих хришћана је погубљено а међу њима и папа Фабијан. 
У исто време, дошло је нове епидемије куге. Између 251. и 266. у Риму је дневно умирало око 5.000 људи. 
На Балкану, цар Деције водио је борбу против Гота, који су под вођством краља Книве опсели Никопољ на Дунаву. Готи су ускоро заузели и Филипопољ (модерни Пловдив) а сам цар побегао је пред нападачима, што је био први пут да римски владар буде приморан на бекство пред варварима.
Деције се вратио са појачањима и у бици код Абрита, Деције и његов син, Хереније погинули су а римска војска уништена. Деције је био први римски цар који је погинуо у бици са спољним непријатељем.
После вести о Децијевој смрти, војници су за цара прогласили Требонијана (251. – 253.) генерала у Децијевој војсци. Децијев син, Хостилијан у Риму је прихваћен за цара. Да би избегао нови грађански рат, Требонијан је прихватио Хостилијана као савладара и усвојио га. Убрзо је, међутим, тринаестогодишњи Хостилијан умро од куге. 
Требонијан и његов син Волусијан тако су постали цареви. Требонијанова владавина обележена је немирима, куга је десетковала популацију а на истоку, Сасаниди су напали Јерменију и уништили једну римску војску. 253., цар Шапур заузео је неколико градова у Сирији, укључујући и Антиохију а римског одговора скоро да није било. 
Серија побуна и нереда у провинцијама наставила се, незадовољни војници прогласили су Емилијана за цара. Под нејасним околностима, Требонијан и Волусијан су погинули - или били убијени - у бици против Емилијана августа 253. 
Иако је сенат прогласио Емилијана за цара, убрзо је дошло до новог сукоба. Валеријан, гувернер Рајнских провинција кренуо је са великом војском према Италији. Емилијанови војници, бојећи се грађанског рата и Валеријанових надмоћних снага, убили су цара код Сполета. Валеријан је проглашен за новог цара.

#### Валеријан
Валеријана (253. – 259.) је и сенат признао за цара након што је овај ушао у Рим. Прва Валеријанова одлука као цара је да прогласи свог сина Галијена за цезара и савладара. Ситуација на истоку била је драматична, Јерменија и Сирија пале су под власт Шапура а и на западу прилике по Рим биле су далеко од повољних. 
Стога су двојица царева поделили одговорности, Валеријан је кренуо на исток а Галијен на запад. До 257. Валеријан је повратио Антиохију и Сирију под римску власт. 259. цар је био у Едеси али нови талас куге усмртио је много легионара ослабљујући римске снаге и персијанци су опсели град.
Почетком 260. Валеријан је одсудно поражен у Бици код Едесе. Уговорен је састанак са Шапуром, ради преговора о примирју али персијанци су прекршили договор и заробили самог цара који је остао Шапуров заробљеник до краја живота. Овај догађај био је велико понижење за царство. 

#### Галијен
Оставши једини цар, Галијен (253. – 268. од 260. сам) се суочио са таласом инвазија варварских народа. Између 258. и 260. Франачка племена су прешла Рајну напавши Галију и чак и делове Хиспаније када је опљачкан Тарако (данашња Тарагона). У исто време, Алемани су напали Горњу Германију и Рецију (делови данашње јужне Француске и Швајцарске) и упали у саму Италију, што је била прва већа инвазија варвара након Ханибала 500 година раније. Када су нападачи дошли до предграђа Рима зауставила их је војска коју је сенат сакупио а састојала се од локалних војника, преторијанаца и цивила. При повлачењу, код Медиоланума (Милано), Алемане је пресрела Галијенова војска која се враћала са Балкана или из Галије. Алемани су потпуно поражени и нису узмениравали царство наредних десет година.
Током остатка владавине, Галијен је био приморан да гуши низ побуна а након катастрофалног пораза код Едесе, Галијен је изгубио контролу над великим делом запада, провинције Британија, Хиспанија, велики делови Галије и Германије одметнули су се од царства након што је Постум подигао побуну и прогласио се за независног владара, успостављајући Галско царство које ће остати независно до 274. 
У исто време, на истоку је гувернер Септимије Одент успоставио Палмиренско царство чиме су Сирија, Палестина, Египат и велики део Мале Азије остали изван римског царства.
И ситуација на Балкану значајно се закомпликовала, велике масе Гота, између 267. и 269. напале су царство. Римљани су однели победу на мору а Галијен је савладао Готе у Тракији.
У одлучујућој Бици код Ниша римске снаге однеле су велику победу чиме је готска претња за неко време отклоњена. Нејасно је да ли је Галијен био жив у време битке, али већина историчара победу приписује његовом наследнику, генералу Клаудију Готском. Галијена су 268. убили његови војници код Милана. Његову владавину обележио је распад царства на три ентитета. 

#### Клаудије II "Готски"
Клаудије II (268. – 270.) имао је успеха у обнови римске моћи. Само пар месеци након битке код Ниша, цар је победио Алемане а потом се окренуо Галском царству. Однео је неколико победа и повратио Хиспанију и долину Роне под власт царства што је утрло пут Аурелијановом сламању Галског царства и поновном уједињења римског света.
Крајем 269., док се у Сирмијуму припремао за поход против Вандала који су упадали у Панонију, Клаудије се разболео од куге и умро почетком 270. године. Пред смрт, могуће да је именовао Аурелијана за наследника (иако се то углавном приписује каснијој Аурелијановој пропаганди), али његов брат, Квинтилијан, накратко је преузео власт. Сенат га је одмах деификовао.
Квинтилијан је владао 17 или 177 дана, а умро је под нејасним околностима, у сукобу са Аурелијаном или су га убили његови војници. 

#### Аурелијан
Иако је током владавина Диоклецијана и Константина значај Аурелијанове владавине (270. – 275.) пао у сенку, радило се о успешном владару заслужном за обнову империје. Аурелијанове акције удариле су темељ за касније Диоклецијанове реформе и омогућиле поново јачање царства.
Аурелијан се на почетку владавине суочио са великом кризом, првенствено се посветио одбрани Италије и Балканских провинција. Крајем 270. цар је водио походо на северу Италије против Вандала, Јутунга и Сармата. Будући искусан генерал, Аурелијан је однео победе и истерао упадаче са римске територије. Упркос томе, као и у Галијеново доба, јавило се неколико претендената на царски положај, Септимије, Урбан, Домицијан...
Већ 271. поново је дошло до напада Алемана који су упали у Италији и опљачкали долину реке По, заузевши Плацентију (Пјаченца). Аурелијан је брзо кренуо из Паноније (где је надгледао повлачење Вандала) кренуо у Италију али је поражен у бици близу Пјаченце. Без обзира на тај пораз, Аурелијан је успео да савлада нападаче код Фана. 
Све чешће најезде Германских племена нагнале су цара да подигне одбрамбени зид око Рима, (Аурелијанов зид) чиме је престоница утврђена. Сама чињеница да су бедеми постали неопходни и самој престоници империје, говорила је много о ситуацији у којој се Рим нашао у другој половини III века.
Следећи Аурелијанов поход одвео га је на Балкан. Готи су побеђени и отерани преко Дунава али истовремено је цар одлучио да напусти Дакију коју је постало тешко и скупо бранити.
272. цар се окренуо источним провинцијама и Палмирском царству којим је сада владала краљица Зенобија. Снабдевање Рима житом било је угрожено, будући да је Египат био под Зенобијином контролом. Чим је проценио да су легије довољно спремне, Аурелијан је кренуо на исток. 
Мала Азија је брзо повраћена, Византион се предао а напослетку и добро брањени град Тијана након чије предаје су ствари брзо кренуле у Аурелијанову корист. Кроз шест месеци, цар је стајао пред капијама Палмире, град се предао а Зенобија је покушала да побегне у Персију. Палмирско царство престало је да постоји. Краљица и њен син су заробљени и парадирани улицама Рима а нормално снабдевање житом поново успостављено. Али Палмира се поново побунила 273. али овога пута, Аурелијан је потпуно уништио град који се више није опоравио.
Победнички цар већ 274. окренуо се ка западу. Победа над Галским царством извојевана је највећим делом путем дипломатије. Тетрик I, владар Галског царства, споразумео се са Аурелијаном пристајући да се одрекне власти али није могао да то учини отворено. Уместо тога, приликом сусрета двеју војски, Тетрик је прешао у Римски камп након чега је Аурелијан лако победио Галске трупе. Тетрик је награђен високом функцијом у Италији.
Сенат је цару доделио титулу Restitutor Orbis "Обновитељ Света". За четири године, цар је осигурао цасртво од инвазија и повратио изгубљене провинције на истоку и западу чиме је царству удахнут нови живот.
У религијској политици, Аурелијан је промовисао култ Непобедивог Сунца (Sol Invictus) планирајући да сви становници царства, поред традиционалних богова, поштују једног заједничког бога. Током владавине, Аурелијан је следио принцип "Један бог, једно царство" који је касније усвојио Константин Велики.
275. Аурелијан је планирао поход против Персије, где је након смрти Шапура I и Хормизда I дошло до кризе коју је цар планирао искористити у римску корист. Међутим, Аурелијан није могао да оствари свој наум. Убијен је у Тракији док је намеравао да пређе у Малу Азију. Како је цар био строг према корумпираним званичницима, један од њих, у страху да ће бити кажњен због мањег преступа, фалсификовао је документа на којима су означени људи које је Аурелијан наводно намеравао да погуби. Документ је показао својим саучесницима; бојећи се цара, високи званичници преторијанске гарде убили су га септембра 275. у данашњем европском делу Турске.
Аурелијан је касније деификован а сенат је за његовог наследника изабрао свог остарелог члана Тацита (275—276.) што се десило по последњи пут у римској историји. Постоје докази да је између Аурелијановог убиства и избора Тацита за цара, Аурелијанова жена, Улпија Северина управљала царством. 
Град Орлеан у Француској назван је по Аурелијану. 

#### Тацит, Проб и Кар
Током кратке владавине, Тацит се борио против племена Херула али је већ јуна 276. умро у Тијани у Кападокији. Уследила је борба између Флоријана и Проба. Флоријан се борио против Херула када је војска на истоку прогласила Проба за цара. Флоријана су подржавале Италија, Галија, Хиспанија, Британија, Африка и Мауританија.
Два ривалска цара сусрела су се у Бици код Киликије. Флоријан је имао већу војску али Проб је био искуснији заповедник те је избегавао директни сукоб. Флоријанова војска није била навикнута на врелу, суву климу на истоку а Проб је вероватно задобио мању победу. Флоријана су код Тарза убили сопствени војници пошто га је ратна срећа напустила. Флоријан је владао 88 дана.
Проб (276. – 282.) рођен је у Сирмијуму а током своје владавине у Галији је успешно ратовао против Алемана, а у Рецији и Илирику против Вандала. 280. – 81. морао је да гуши неколико побуна претенданата на западу. 
282., планирајући поход на исток, Проб је боравио у родном Сирмијуму. Постоје две верзије о начину његове смрти. Према једној, командант преторијанаца Марко Аурелије Кар проглашен је за цара од стране својих војника. Проб је послао своје снаге против узурпатора али војници су променили страну и убили Проба у Сирмијуму. Према другим изворима, Проба су убили незадовољни војници када је покушао да их користи као радну снагу у цивилне сврхе. 
Кар (282. – 283.) је проглашен за цара после Пробове смрти. Својим синовима Карину и Нумеријану, доделио је тируле Цезара. Карин је остао на западу, док су Кар и Нумеријан кренули на исток у поход против персијанаца. Победивши Кваде и Сармате на Дунаву, Кар је продужио према Тракији и Малој Азији, поново припојио Месопотамију царству и напредовао према Селеукији и Ктесифону и са војском прешао Тигрис. Сасаниндски краљ Бахрам II, због унутрашњих немира није могао да брани територију, Карове победе осветиле су раније римске поразе против Сасанида а цар је добио титулу Persicus Maximus. 
Даљи поход спречила је Карова смрт која се приписује болести, удару грома (цар је наводно умро током велике олује) или услед задобијене ране у бици. Пошто га је син Нумеријан наследио без превирања, Кар је највероватније умро природном смрћу.

#### Карин и Нумеријан
Карин и Нумеријан постали су заједнички цареви. Карин је из Галије стигао у Рим 284. док је Нумеријан остао на истоку. Римска војска без проблема се повукла са персијске територије, до марта 284., Нумеријан је стигао у Емесу (Хомс) у Сирији, а до новембра је стигао у Малу Азију. У Емеси је био жив и у добром здрављу, новац са његовим ликом кован је у Кизику пред крај 284. 
После одласка из Емесе, званичници из Нумеријанове пратње, предвођени префектом Апером, тврдили су да цар пати од упале очију и да мора путовати у покривеној носиљци. Када је војска стигла у Битинију неки војници осетили су да задах као приликом распадања леша допире из носиљке. Размакли су завесе и пронашли Нумеријана мртвог.
Његова смрт званично је објављена у Никомедији новембра 284., сазвано је веће а за цара је изабран Диоклецијан, командант личне царске гарде. Новог Августа војска је свечано поздравила, Диоклецијан је прихватио пурпур, подигао мач према светлости сунца и заклео се да нема никакве везе са Нумеријановом смрћу. Оптужио је Апера да је починио убиство а потом га пред целом војском посекао мачем.

#### Диоклецијанов успон и крај кризе
Иза Диоклецијана су стале све источне провинције, сукоб са Карином постао је неизбежан. Карин је био непопуларан у Риму а Диколецијан је вешто искористио његову непопуларност да би га приказао као окрутног тиранина.
Штавише, Проб се суочио са узурпатором Сабином Јулијаном а иако је побуна ускоро савладана, у међувремену је Диоклецијан напредовао преко Балкана. На пролеће 284. – 85., код реке Маргус (лат. Margus) (Велика Морава, Србија), у Мезији, дошло је до битке између Диоклецијана и Карина. 
Карин је имао јачу и бројнију војску, али и лошији положај на терену а уз то, његова владавина била је несигурна. Могуће је да је Флавије Константин, гувернер Далмације и Диоклецијанов сарадник, већ прешао на његову страну током пролећа. Брзо по почетку битке, Каринов префект Аристобал променио је страну а Карина су током битке убили његови војници. 
Овом победом, Диоклецијан је постао господар читавог царства и окончана је криза III века.

## Економске прилике
Царством је владала висока инфлација: метал у новцу је губио на својој тежини и квалитету. То је почело још у време династије Севера када је број војника увећан без обзира на економску способност Царства да те људе плати. Током кризе III века, сваки од краткотрајних владара је зависио од војске: морао ју је плаћати, то није било само питање опстанка на власти, него питање опстанка тих владара у животу. Неопходност да се брзо плати војска доводило је до ковања неквалитетног новца, што је стварало инфлацију у држави.
Једна од последица ових тешкоћа је била у томе што су трговачке везе унутар Царства биле озбиљно угрожене. Трговци нису могли безбедно путовати с краја на крај Царства као раније, како због грађанских немира, тако и због варварских упада. Пропаст трговине довела је до тога да велики поседници земље, у немогућности да продају летину и друго, почну производити само за сопствене потребе; с друге стране, без трговине није било и новца, тако да се уместо куповине мануфактурних производа, почеле су се стварати локалне радионице. И то је економска форма позната из каснијих епоха. У међувремену обично становништво из градова почело је да се насељава у сеоским срединама, тражећи тамо храну и посао. Да би то добили (заједно са мало земље) били су спремни да се одрекну неких својих права; тако су настали колони. Колони су каснијим реформама били чврсто везани за земљу, а имали су обавезу да служе у војсци. Касније је њихов положај постао населдан. И то је била клица феудалног друштва, клица која се формирала у Римском царству током велике кризе III века.
Даље, градови су почели да губе свој карактер. Велики градови су губили становништво, а све су чешћи били мањи градови који су били заштићени зидовима (потребним за одбрану од варварских или разбојничких упада). Цареви Аурелијан и Проб су наложили изградњу нових зидина око Рима. Нису се све ове промене догодиле само током III века. Врло често је било потребно више стотина година да би до тако великих промена могло доћи. У сваком случају, упркос покушајевима царева, римска трговина се никада више није у потпуности опоравила. Опадање трговине је био, као што је речено, први услов стварања једног изолованијег, мањег друштва.